# Domingo Peralta
Domingo Antonio Peralta Florencio (ur. 28 lipca 1986) – dominikański piłkarz występujący na pozycji obrońcy, obecnie zawodnik FC Don Bosco.

## Kariera klubowa
Peralta rozpoczynał karierę piłkarską w zespole FC Don Bosco z siedzibą w mieście Moca. Już w swoim debiutanckim sezonie – 2010 – wywalczył z tą drużyną mistrzostwo Dominikany.

## Kariera reprezentacyjna
W seniorskiej reprezentacji Dominikany Peralta zadebiutował 14 października 2010 w wygranym 17:0 spotkaniu z Brytyjskimi Wyspami Dziewiczymi w ramach Pucharu Karaibów. W tym samym meczu strzelił także trzy bramki, pierwsze w kadrze narodowej. Wziął także udział w eliminacjach do Mistrzostw Świata 2014, podczas których wpisał się na listę strzelców w wygranej 2:0 konfrontacji z Anguillą oraz w przegranym 2:3 pojedynku z Salwadorem, natomiast Dominikańczycy nie zdołali zakwalifikować się na mundial.